# Larry Tovar Acuña
Larry Salvador Tovar Acuña (San Juan de los Morros, Venezuela, en 1958) es un ingeniero y narcotraficante venezolano, representante del cartel de Medellín en Venezuela.

## Biografía
Estudió ingeniería civil en la Universidad Central de Venezuela. En 1988, Tovar Acuña fue condenado a 13 años de prisión por participar como testaferro de un cartel colombiano de la droga para trasladar cocaína desde Venezuela hacia Estados Unidos.
En 1993, cumpliendo su pena en la cárcel de El Rodeo, tras una cadena de irregularidades recibió un indulto presidencial cuando ni siquiera había sido sentenciado por los delitos que en ese momento se le atribuían. Eso generó un escándalo político que desestabilizó el gobierno interino de Ramón J. Velásquez. El mandatario reconoció haber firmado la gracia, pero descargó la responsabilidad de aquel episodio sobre su secretaria, María Auxiliadora Jara. Tovar Acuña salió en libertad a pesar de que la boleta de excarcelación que fue remitida por fax a la citada instalación penitenciaria, contenía un número de cédula de identidad que ni siquiera correspondía a Larry Tovar Acuña. 
Después de haber recibido el indulto huyó a Colombia, pero en octubre de 1994 fue aprehendido nuevamente por agentes del Departamento Administrativo de Seguridad (DAS) y deportado a Venezuela, donde cumplió su condena hasta 1998, cuando logró la libertad gracias a una ley que reduce las penas de los reos que estudien o realicen trabajos dirigidos durante su tiempo de reclusión. 
Sin embargo, en 2002, Tovar Acuña fue capturado de nuevo en Caracas señalado de participar en el tráfico de 789 kilogramos de cocaína. Por ese caso fue condenado en el 2003 a 15 años de cárcel y recluido en la Penitenciaría General de Venezuela, en San Juan de los Morros, estado Guárico. 
En mayo de 2006, fue beneficiado con libertad condicional, a pesar de que la legislación sobre drogas no permite el otorgamiento de este tipo de medidas a procesados por narcotráfico. La medida fue tomada por el juez de Ejecución del I Circuito Judicial del estado Bolívar, Alí Jiménez y anulada al día siguiente por el Tribunal Supremo de Justicia, el cual ordenó la encarcelación de Tovar Acuña.
Desde entonces, este se encontraba prófugo de la justicia hasta que el 14 de enero de 2007 fue capturado nuevamente en el estado Aragua, por el Cuerpo de Investigaciones Científicas, Penales y Criminalísticas (CICPC). El 5 de enero de 2011, el CICPC detuvo en Maracay a Larry Tovar Acuña.